# Igreja Paroquial de Corte Figueira Mendonça
A Igreja Paroquial de Corte Figueira Mendonça, igualmente conhecida como Capela da Corte Figueira, é um monumento religioso na povoação de Corte Figueira, no concelho de Almodôvar, em Portugal.

## Descrição e história
Situa-se na freguesia de Santa Cruz. Apresenta uma arquitectura simples, sendo de destacar os elementos do arco triunfal e do altar-mor.
Foi construída no século XVII, e posteriormente foi alvo de obras, tendo a cobertura primitiva da nave, em madeira, sido substituída por uma placa em cimento.

## Ligações Externas
- «Página sobre a Capela da Corte Figueira, no sítio electrónico All About Portugal»